# WIBW (Mittelwellensender)
Koordinaten: 39° 5′ 5″ N, 95° 46′ 59″ W
| WIBW (Mittelwellensender) |

WIBW (Slogan: The Voice of Kansas) ist ein US-amerikanischer Hörfunksender in Topeka im US-Bundesstaat Kansas. Das Programm besteht aus Nachrichten, Diskussionen und Sport. Der 1927 gegründete Radiosender arbeitet in Kooperation mit CBS Radio Network. WIBW sendet auf der Mittelwelle-Frequenz 580 kHz. 
Der Sender und der Schwestersender WIBW-FM mit einem Countryformat gehören Alpha Media.